# Pachyneuron coccorum
Pachyneuron coccorum is een vliesvleugelig insect uit de familie Pteromalidae. De wetenschappelijke naam is gepubliceerd in 1758 door Linnaeus in de tiende editie van Systema naturae.